# 피자휴
피자휴(皮子休)는 고려 말 조선 초의 문신, 정치인이다. 본관은 단양(丹陽)이다.

## 생애
그의 선조는 송나라 금오위상장군(金吾衛上將軍)으로 고려 정종(靖宗) 때 동국안렴사(東國按廉使)로 고려에 왔다가 귀화하여 현종 때 병부시랑(兵部侍郞)을 지내고, 좌사의대부(左司議大夫)로 추증된 피위종(皮謂宗)이다. 조부는 고려 때 대상(大相), 평장사(平章事)를 지내고 단산군(丹山君)에 봉해진 단양 피씨 중시조 피인고(皮寅古)이다.
1390년(고려 공양왕 2년) 병과(丙科) 7위로 문과에 급제하여 종부사주부(宗簿寺主簿)를 거쳐 상서(尙書)에 이르렀는데, 박학하고 시문(詩文)에 능했다.
1418년(조선 태종 18년) 1월 13일 광주 교수관(廣州敎授官) 피자휴(皮子休) 등이 진언(陳言)하였다.
| “ | 수참(水站)의 민호(民戶)를 더 정하여 선군(船軍)의 예에 의하여 좌령(左領)·우령(右領)으로 나누소서. | ” |

병조에서 교지(敎旨)를 받고 의정부(議政府)·제조(諸曹)와 의논하여 아뢰었다.
"수참(水站)이 있는 곳인 각 고을의 군적(軍籍)을 상고하니, 충청도 충주(忠州)가 27명이요, 강원도 원주(原州)가 57명이요, 경기 천녕(川寧)이 80명, 양근(陽根)이 72명, 광주(廣州)가 75명, 과천(果川)이 46명, 금천(衿川)이 52명이어서, 도합 4백9명입니다. 우도(右道)의 수참(水站)은 조수(潮水)로 배가 가므로 역역(力役)이 가볍고 편하나, 좌도(左道) 가운데 과천(果川) 흑석참(黑石站)에서 충주(忠州) 금천참(金遷站)에 이르기까지의 6참(六站)은 조전(漕轉)이 자못 많고, 또 왜객인(倭客人)이 왕래하여 사무가 많고 무거우니, 위의 각참(各站) 수부(水夫)는 전의 수가 각각 20명이니, 이제 매 참(站)에다 정군(正軍) 10명을 더 정하고 각각 봉족(奉足) 2명을 주어서, 1령(領)마다 15명으로 좌령(左領)·우령(右領)을 나누어 입번(立番)시키는 것이 어떠하겠습니까?" 하니 왕이 그대로 따랐다.

## 가족 관계
- 조부 : 피인고(皮寅古)
  - 부친 : 피맹인(皮孟仁)
    - 아들 : 피춘기(皮春起)